# Ballads at Midnight
Ballads at Midnight från 2013 är ett musikalbum med Agneta Baumann Quartet. Det är deras sista konsert, inspelad 2005 i Grünewaldsalen på Stockholms konserthus.

## Låtlista
1. Once Upon a Summertime (Michel Legrand/Eddie Barclay/Eddie Marnay/Johnny Mercer) – 5:21
2. Time after Time (Jule Styne/Sammy Cahn) – 8:53
3. Only Trust Your Heart (Benny Carter/Sammy Cahn) – 4:58
4. If You Could See Me Now (Tadd Dameron/Carl Sigman) – 5:32
5. For Heaven's Sake (Don Meyer/Elise Bretton/Sherman Edwards) – 7:18
6. What's New? (Bob Haggart/Johnny Burke) – 2:46
7. I'm Glad There Is You (Jimmy Dorsey/Paul Madeira) – 6:19
8. Comes Love (Lew Brown/Sam Stept/Charles Tobias) – 4:47
9. Where Do You Start? (Johnny Mandel/Alan Bergman/Marilyn Bergman) – 3:59
10. Come Rain or Come Shine (Harold Arlen/Johnny Mercer) – 5:27

## Medverkande
- Agneta Baumann – sång
- Bosse Broberg – trumpet
- Gösta Rundqvist – piano
- Hans Andersson – bas